# Морська змія Дюбуа
Морська змія Дюбуа (Aipysurus duboisii) — отруйна змія з родини Аспідові.

## Опис
Звичайна довжина становить 80—110 см. Інколи трапляються особини до 1,48 м. Голова невелика, округла, але трохи перевищує ширину тулуба. Має недовгий тулуб трохи стиснутий з боків, який закінчується досить довгим й широким хвостом. Луска дрібна з маленькими кілями. Забарвлення блідо-коричневого кольору з темно-коричневими поперечними плямами на спинці та з боків.

## Спосіб життя
Полюбляють глибини від 1 до 30 м, серед коралів, рифів, а також піщаних й мулистих відкладень, де виростає багато водоростей. Часто зустрічається на мілині. Можуть перебувати під водою до 2 годин. Харчуються невеликий рибкою та вуграми, які зазвичай не перевищують 7 см у діаметрі, інакше змія просто не зможе їх проковтнути.
Це живородна змія. Самиця народжує до 5—8 дитинчат.

## Отруйність
Це одна з найотруйніший змій, поступається лише тайпану та австралійській бурій змії. Дія отрути цієї змії не викликає пухлин або крововиливів. Токсини діють на нервову систему та пригнічують імпульси, що відповідають за дихання, відбувається параліч дихального центру і жертва швидко гине.
Щоб отримати порцію смертельного коктейлю, людині «треба» дуже постаратися з огляду на те, що морська змія Дюбуа не відрізняється особливою агресивністю і без причини не нападає. Якщо ж підпливає до людини, то лише з цікавості. У ці моменти слід зберігати спокій і не дражнити змію, тоді все скінчиться без пригод.

## Розповсюдження
Мешкає біля о.Нова Гвінея, у північних, східних і західних районах Австралії. Саме тут вони зустрічаються найчастіше. Крім цього їх середовищем проживання також є прибережні зони Нової Каледонії, Коралового, Арафурського й Тиморського морів.